# 马来西亚—苏丹关系
马来西亚—苏丹关系是马来西亚与苏丹之间的双边关系。两国于1973年建交，马来西亚在喀土穆设有大使馆，苏丹在吉隆坡设有大使馆。两国都是伊斯兰合作组织的成员国。

## 历史
1973年两国建交，但在1991年苏丹设立驻马来西亚大使馆后才有了经济往来。1995年，马来西亚在喀土穆开设了驻苏丹大使馆。1998年5月13日，马来西亚首相马哈迪·莫哈末对苏丹进行为期3天的访问，并在一场晚宴中致辞时表示两国双边贸易需要进一步改善。
早在1995年马来西亚就通过马来西亚国家石油投资苏丹，使其成为最早在苏丹投资的国家之一。该公司在苏丹北部和南部皆有油田，总部设在喀土穆。除此之外，还有约300名马来西亚人居住在苏丹，他们大部分是马来西亚国家石油员工和家属。马来西亚还是苏丹石油产业第二大投资者，仅次于中华人民共和国。马来西亚国家石油还握有苏丹最大石油公司尼罗石油公司的30%股份。2007年4月，马来西亚首相阿都拉·巴达威访问苏丹期间提出在石油和天然气领域外扩展合作，但石油产业仍是马来西亚在苏丹的主要产业。阿都拉还表示支持苏丹在达尔富尔的政策。马来西亚也愿意安置达尔富尔难民，并为苏丹学生提供奖学金，让他们到国油大学学习石油和天然气课程。马来西亚派往联合国苏丹特派团的人数不足10人，但派往联合国-非洲联盟达尔富尔特派团的人数超过60人。儘管蘇丹長期因為民主人權狀況不佳而受到歐美國家批判，但採取現實主義外交政策的馬來西亞仍然維持著與蘇丹歷代政權的友好關係。
2011年，约13000名苏丹人来马来西亚旅行或度蜜月。同年，苏丹对马来西亚公民实施一个月的免签政策，逾期后可申请延长。2012年，两国双边贸易额为9000万美元。马来西亚对苏丹的主要出口商品包括棕榈油、金属制品和机械设备；而苏丹对马出口则以阿拉伯胶、木槿花、黑籽等农产品以及石油制品为主。同年，苏丹的牛肉进入马来西亚市场。两国还签署了避免双重征税协议。2017年，马来西亚资助的一所苏丹女子学校开学。2017年10月16日，美国解除对苏丹的经济制裁后，苏丹着手加强与马来西亚的双边贸易合作。
2021年10月，苏丹过渡政府扣押马来西亚国家石油资产，理由是这些资产是前苏丹总统奥马尔·巴希尔任内通过非法手段所得。10月11日，苏丹过渡政府向马来西亚国家石油驻该国经理发出逮捕令。对此，马来西亚政府紧急召见苏丹驻马代办，敦促苏丹政府遵守《双边投资促进与保护协定》，并尊重马来西亚驻苏丹大使馆的不可侵犯性，大使馆与马来西亚国家石油驻喀土穆大楼处在同个建筑群。马来西亚国家石油也已申请撤销对经理的逮捕令，同时向世界银行旗下的国际投资争端解决中心提交了仲裁请求。